# La grande prateria
La grande prateria, noto anche col titolo Prateria che scompare (The Vanishing Prairie), è un documentario del 1954 diretto da James Algar vincitore del premio Oscar al miglior documentario.